# Teresa Cremisi
Teresa Cremisi, nascuda el 7 d'octubre de 1945 a Alexandria (Egipte), és una editora i empresària d'origen italià, nacionalitzada francesa. Va ser presidenta de l'editorial Flammarion, on va reagrupar les editorials Flammarion, J'ai Lu, Casterman, Autrement i Fluide Glacial fins al maig de 2015. Després de l'adquisició de Flammarion per part de Gallimard el 2013, va dirigir part del holding empresarial gestionat per Antoine Gallimard, de qui havia sigut mà dreta entre 1989 i 2005. El 2015, després de 25 anys com a editora, Cremisi va abandonar la feina per a dedicar-se a d'altres interessos. El 2015 va publicar La Triomfant, traduïda al català per Anna Casassas i publicada per Anagrama.

## Obra publicada
- La triomfant, 2015, Premi Mediterrani 2016 (ISBN 9782849904077)

## Premis i reconeixements
- Officier de la Légion d'honneur
- Officier des Arts et des Lettres
- Premi Mediterrani 2016[3]